# 십신
10신(十信,
영어: first ten sorts of belief,
ten stages of faith)은 다음의 분류, 그룹 또는 체계의 한 요소이다.
- 대승불교에서 널리 받아들여지고 있는, 《보살영락본업경》에서 설하고 있는 보살 수행계위인 10신 · 10주 · 10행 · 10회향 · 10지 · 등각 · 묘각의 52위 가운데 10신을 말한다.[6][7]
- 대승불교의 경전인 《화엄경》에서 설하고 있는 보살 수행계위인 10주 · 10행 · 10회향 · 10지 · 불지(佛地)의 41위에는 10신이 포함되어 있지 않다.[3][8]
- 대승불교의 화엄종의 법장이 《화엄경탐현기》에서 세운 보살 수행계위인 10신 · 10해(十解) · 10행 · 10회향 · 10지 · 불지의 51위 가운데 10신을 말한다.[9][10]
- 대승불교의 경전인 《인왕경》에서 설하고 있는 보살 수행계위인 10신 · 10주 · 10행 · 10회향 · 10지 · 묘각의 51위 가운데 10주를 말한다.[4][11][12][13]
- 대승불교의 경전인 《수능엄경》에서 설하고 있는 보살 수행계위인 간혜지(乾慧地) · 10신 · 10주 · 10행 · 10회향 · 4가행(四加行) · 10지 · 등각 · 묘각의 57위 가운데 10신을 말한다.[3][4]
- 《월인석보》 제2권에서 설하고 있는 보살 수행계위인 간혜지(乾慧地) · 10신 · 10주 · 10행 · 10회향 · 4가행(四加行) · 10지 · 등각 · 금강혜(金剛慧) · 묘각의 58위 가운데 10신을 말한다.[14]
- 대승불교의 법상종의 규기가 세운 보살 수행계위인 10주 · 10행 · 10회향 · 10지 · 묘각의 41위에서 10신은 10주의 제일 첫 번째 계위인 초주(初住)에 속한다.[5][15]
- 대승불교의 법상종의 원측이 세운 보살 수행계위인 10신 · 10주 · 10행 · 10회향 · 10지 · 등각 · 묘각의 52위에서 10신은 첫 번째 그룹인 10신을 뜻하기도 하고 두 번째 그룹인 10주의 제일 첫 번째 계위인 초주(初住)를 포함한 상위의 모든 계위에 공통되는 청정 또는 계합이라는 요소로서의 10신을 뜻한다. 전자를 지위10신(地位十信) 또는 위지10신(位地十信)이라 하고 후자를 행해10신(行解十信)이라 한다.[5][16]

10신은 보살 즉 대승불교의 수행자가 대승 즉 보살승 즉 보살의 길을 나아감에 있어 처음 닦아야 할 10가지 마음[心] 또는 마음작용[心所] 또는 마음상태[地位 또는 位]로, 붓다의 교법을 믿어 의심이 없는 지위(地位)를 말한다. 10신심(十信心)이라고도 하며 이것을 줄여서 10심(十心)이라고도 한다. 10신위(十信位)라고도 한다.
52위 가운데 10신(十信)과 10주(十住)는 스스로를 진리에 안착하게 하는 자리행(自利行)이다. 이에 비해 10행(十行)은 다른 유정들로 하여금 진리에 안착하게 돕는 이타행(利他行)이다. 즉, 먼저 스스로 진리에 안착한 후 다시 다른 유정들이 진리에 안착하도록 돕는 것이 10행까지의 흐름이다.
《영락경》 즉 《보살영락본업경》 상권 〈2. 현성명자품(賢聖名字品)〉에 따르면 10신은 신심(信心) · 염심(念心) · 정진심(精進心) · 혜심(慧心) · 정심(定心) · 불퇴심(不退心) · 호심(護心) · 회향심(廻向心) · 계심(戒心) · 원심(願心)이다.
그런데  이 경전의 하권 〈4. 석의품(釋義品)〉에 따르면 10신은 신심(信心) · 진심(進心) · 염심(念心) · 혜심(慧心) · 정심(定心) · 계심(戒心) · 회향심(廻向心) · 호법심(護法心) · 사심(捨心) · 원심(願心)이다.

## 개요
보살의 수행계위에 대해서는 경전과 논서마다 차이가 있는데 이들 중 《영락경(瓔珞經))》이라고도 불리는 《보살영락본업경(菩薩瓔珞本業經)》에서는 52위(五十二位)를 들고 있다. 이 경전에서는 52위의 명칭과 뜻[名義]이 잘 정리되어 있고 모두 갖추어져 있어서 전통적으로 대승불교권에서 널리 채용하고 있다. 《영락경》에 따르면 불과(佛果)를 장엄하는 영락(瓔珞: 보석 구슬을 꿰어서 만든 귀중품)으로서의 본업(本業) 즉 보살의 본격적인 수행[行業]과 그 증득되는 결과란 10주(十住) · 10행(十行) · 10회향(十廻向) · 10지(十地) · 등각(等覺) · 묘각(妙覺)의 42현성(四十二賢聖)을 말하는데, 10신(十信)은 42현성의 제일 처음 단계인 초발심주(初發心住) 즉 10주(十住)의 제일 첫 계위에 오르기 위해 닦아야 하는 예비적인 수행이다.
10신의 명칭과 순서에 대해서도  경전과 논서에 따라 차이가 있는데, 《영락경》에서 상권과 하권에서 나열하고 있는 10신의 명칭과 순서에 차이가 있다. 《영락경》 상권의 〈2. 현성명자품(賢聖名字品)〉에 따르면 아래 표의 왼쪽 열과 같다. 《영락경》 하권의 〈4. 석의품(釋義品)〉에 따르면 아래 표의 3번째 열과 같다. 맨 오른쪽 열의 것은 현대의 여러 불교사전들에서 열거하는, 《영락경》의 명칭과 순서와는 다른 경우의 명칭과 순서인데, 대체로 《영락경》 하권에 나오는 명칭과 순서를 따른 것임을 볼 수 있다. 현대의 불교사전들 중에는 아래 표의 2번째 열에 표시된 것처럼 《영락경》에 나타난 순서와 명칭을 그대로 따르는 경우도 있다. 특기할 만한 사항은, 《영락경》 상권 〈2. 현성명자품(賢聖名字品)〉에 나타난 순서와 명칭을 따르는 경우의 현대 불교사전들에서도 호심(護心)은 호법심(護法心)으로 명명되고 있다.
한편, 《영락경》에서는 10신위(十信位)의 보살을 항상 아래의 10심(十心)을 행한다는 뜻에서 10순명자보살(十順名字菩薩)이라 칭하고 있다. '10순명자보살'의 한자어 문자 그대로의 뜻은 '10순(十順)의 이름[名字]만의 보살' 즉 '10가지 수순(隨順: 상응, 계합, 청정)을 행하는 이름만의 보살'로 아직 보살 즉 대승불교의 수행자라고는 할 수 없지만 가칭으로서 보살이라고 부르는 수행자를 뜻한다. 즉, 현성(賢聖) 즉 42현성(四十二賢聖)에 속하지 못한 상태의 수행자를 말한다. 10신위(十信位)의 수행자를 또한 '이름만의 수행자'라는 뜻에서 간단히 명자보살이라고도 하고, '초주에 오르기 위해 그 전 단계에서 믿음을 일으키는[想] 수행자'라는 뜻에서 주전신상보살(住前信想菩薩)이라고도 하고 줄여서 신상보살(信想菩薩)이라고도 한다. 또한 '보살이라는 이름만 빌린 수행자'라는 뜻에서 가명보살(假名菩薩)이라고도 한다.
아래 표에서 상권 〈2. 현성명자품〉과 비교하여 명칭이 다른 것은 빨간색으로, 순서가 다른 것은 파란색으로 표시되어 있다.
| 영락경 상권 〈2. 현성명자품(賢聖名字品)〉 | 현대 불교사전 (1) | 영락경 하권 〈4. 석의품(釋義品)〉 | 현대 불교사전 (2) |
| --- | --- | --- | --- |
| 1. 신심(信心) 2. 염심(念心) 3. 정진심(精進心) 4. 혜심(慧心) 5. 정심(定心) 6. 불퇴심(不退心) 7. 회향심(廻向心) 8. 호심(護心) 9. 계심(戒心) 10. 원심(願心) | 1. 신심(信心) 2. 염심(念心) 3. 정진심(精進心) 4. 혜심(慧心) 5. 정심(定心) 6. 불퇴심(不退心) 7. 회향심(廻向心) 8. 호법심(護法心) 9. 계심(戒心) 10. 원심(願心) | 1. 신심(信心) 2. 진심(進心) 3. 염심(念心) 4. 혜심(慧心) 5. 정심(定心) 6. 계심(戒心) 7. 회향심(廻向心) 8. 호법심(護法心) 9. 사심(捨心) 10. 원심(願心) | 1. 신심(信心) 2. 염심(念心) 3. 정진심(精進心) 4. 정심(定心) 5. 혜심(慧心) 6. 계심(戒心) 7. 회향심(廻向心) 8. 호법심(護法心) 9. 사심(捨心) 10. 원심(願心) |

## 참고 문헌
- 고려대장경연구소. 《고려대장경 전자 불교용어사전》. 고려대장경 지식베이스 / (사)장경도량 고려대장경연구소. |title=에 외부 링크가 있음 (도움말)
- 곽철환 (2003). 《시공 불교사전》. 시공사 / 네이버 지식백과. |title=에 외부 링크가 있음 (도움말)
- 구마라습 한역, 번역자 미상 (K.19, T.245). 《불설인왕반야바라밀경》. 한글대장경 검색시스템 - 전자불전연구소 / 동국역경원. K.19(5-1021), T.245(8-825). |title=에 외부 링크가 있음 (도움말)
- 법장 술, 노혜남 번역 (K.1513, T.1733). 《화엄경탐현기》. 한글대장경 검색시스템 - 전자불전연구소 / 동국역경원. K.1513(47-458), T.1733(35-107). |title=에 외부 링크가 있음 (도움말)
- 운허.  동국역경원 편집, 편집. 《불교 사전》. |title=에 외부 링크가 있음 (도움말)
- 축불념 한역, 노혜능 번역 (K.530, T.1485). 《보살영락본업경》. 한글대장경 검색시스템 - 전자불전연구소 / 동국역경원. K.530(14-374), T.1485(24-1010). |title=에 외부 링크가 있음 (도움말)
- 행담 (2008). 《『화엄경』「十地品」에 나타난 修行次第에 관하여》. 지도교수 해주.
- (중국어) 구마라습 한역 (T.245). 《불설인왕반야바라밀경(佛說仁王般若波羅蜜經)》. 대정신수대장경. T8, No. 245, CBETA. |title=에 외부 링크가 있음 (도움말)
- (중국어) 법장 술 (T.1733). 《화엄경탐현기(華嚴經探玄記)》. 대정신수대장경. T35, No. 1733, CBETA. |title=에 외부 링크가 있음 (도움말)
- (중국어) 佛門網. 《佛學辭典(불학사전)》. |title=에 외부 링크가 있음 (도움말)
- (중국어) 星雲. 《佛光大辭典(불광대사전)》 3판. |title=에 외부 링크가 있음 (도움말)
- (중국어) 축불념 한역 (T.1485). 《보살영락본업경(菩薩瓔珞本業經)》. 대정신수대장경. T24, No. 1485, CBETA. |title=에 외부 링크가 있음 (도움말)